# Gimnastyka na Letnich Igrzyskach Olimpijskich 1920 – ćwiczenia z przyrządem drużynowo mężczyzn
Ćwiczenia z przyrządem drużynowo mężczyzn były jedną z konkurencji gimnastycznych na Letnich Igrzyskach Olimpijskich 1920. Zawody odbyły się w dniu 26 sierpnia. W zawodach uczestniczyło 73 zawodników z 3 państw.

## Wyniki
| Pozycja | Państwo | Skład | Wynik     |
| ------- | ------- | --- | --------- |
| 1       | Szwecja | Fausto Acke, Albert Andersson, Karl Arvid Andersson, Helge Bäckander, Bengt Bengtsson, Fabian Biörck, Erik Charpentier, Sture Ericsson, Konrad Granström, Helge Gustafsson, Åke Häger, Ture Hedman, Sven Johnson, Sven-Olof Jönsson, Karl Lindahl, Edmund Lindmark, Bengt Morberg, Frans Persson, Klas Särner, Curt Sjöberg, Gunnar Söderlindh, John Sörenson, Alf Svensén, Gösta Törner                                                               | 1 363,833 |
| 2       | Dania   | Johannes Birk, Frede Hansen, Kristian Hansen, Frederik Hansen, Hans Hovgaard Jakobsen, Aage Jørgensen, Alfred Jørgensen, Alfred Ollerup, Arne Jørgensen, Knud Kirkeløkke, Jens Lambæk, Kristjan Larsen, Kristian Madsen, Niels Erik Nielsen, Niels Kristian Nielsen, Dynes Pedersen, Hans Pedersen, Johannes Pedersen, Peder Dorf Pedersen, Rasmus Rasmussen, Hans Christian Sørensen, Hans Laurids Sørensen, Søren Sørensen, Georg Vest, Aage Walther | 1 324,833 |
| 3       | Belgia  | Paul Arets, Léon Bronckaert, Léopold Clabots, Jean-Baptiste Claessens, Léon Darrien, Lucien Dehoux, Ernest Deleu, Émile Duboisson, Ernest Dureuil, Joseph Fiems, Marcel Hansen, Louis Henin, Omer Hoffman, Félix Logiest, Charles Maerschalck, René Paenhuijsen, Arnold Pierret, René Pinchart, Gaspard Pirotte, Augustien Pluys, Léopold Son, Édouard Taeymans, Pierre Thiriar, Henri Verhavert                                                       | 1 094     |